# テウヴォ・テラヴァイネン
テウヴォ・ヘンリ・マティアス・テラヴァイネン（フィンランド語: Teuvo Henri Matias Teräväinen、1994年9月11日 - ）は、フィンランドのヘルシンキ出身のプロアイスホッケー選手。ポジションはレフト・ウイング。ナショナルホッケーリーグ (NHL) のカロライナ・ハリケーンズに所属している。

## 経歴

### ヨケリト時代
フィンランドのアイスホッケーチーム、ヨケリトのユースチーム出身。2011年10月に17歳でSMリーガの公式戦に初出場を果たし、プロデビューした。SMリーガでのルーキーシーズンでは40試合に出場し、同シーズンの最優秀新人賞を受賞している。
2012年-2013年シーズンは、44試合に出場、31ポイントを記録。
2012年6月のNHLドラフト全体第18位でシカゴ・ブラックホークスから指名された。 SMリーガのシーズン終了後の8月、ブラックホークスとのエントリーレベルの3年契約を結んだ。ブラックホークスのトレーニングキャンプに参加したが、翌シーズンはヨケリトでプレーすることを選択した。 

### ブラックホークス時代
2014年3月、SMリーガでのリーグ戦を終えて渡米。3月25日にブラックホークスの一員としてNHL初出場を果たした。
2014年-2015年シーズンは2015年1月16日のウィニペグ・ジェッツ戦でNHLでの初ゴールを記録。この2014-15シーズンは、スタンレー・カップのファイナルに進出し、優勝を果たした。 

### ハリケーンズ時代
2016年6月15日にブラックホークス、カロライナ・ハリケーンズ、ニューヨーク・レンジャーズの三角トレードでハリケーンズへ移籍した。 
2019年1月にハリケーンズと5年総額2700万ドルで契約を延長した。 

## 人物
父は歯科医。弟のエエロ・テラヴァイネンは、北米ジュニアリーグでプレーするアイスホッケー選手。妹のサトゥもアイスホッケー選手で、フィンランド国内のナイステン・リーガ（女子トップリーグ）に所属している。 